# Communauté de communes du pays d'Argenton-sur-Creuse
La communauté de communes du pays d'Argenton-sur-Creuse est une ancienne communauté de communes française, située dans le département de l'Indre, en région Centre-Val de Loire.
Le 1er janvier 2017, elle a fusionné avec la communauté de communes du pays d'Éguzon - Val de Creuse pour former la communauté de communes d'Éguzon - Argenton - Vallée de la Creuse.

## Histoire
L'intercommunalité autour d'Argenton a été initialement constituée par un SIVOM qui regroupait les communes d'Argenton-sur-Creuse, Le Pêchereau et Saint-Marcel. Ce SIVOM se transforme en communauté de communes le 1er janvier 2014, qui regroupe alors 8 671 habitants.
- 1er janvier 2001 : adhésion des communes de Bouesse, Celon, Chasseneuil, Chavin, Le Menoux, Mosnay et Tendu.
- 1er janvier 2002 : adhésion des communes de Le Pont-Chrétien-Chabenet et Velles[2], portant l'intercommunalité à 13 389 habitants.
- 3 février 2004 : modification des statuts.
- 1er janvier 2006 : adhésion de la commune de Saint-Gaultier, qui envisageait toutefois en 2012-2013 de rejoindre une autre intercommunalité[3],[4].
- 23 novembre 2006 : modification des statuts.

Dans le cadre des dispositions de la loi portant nouvelle organisation territoriale de la République (Loi NOTRe) du 7 août 2015, et du schéma départemental de coopération intercommunale arrêté par le préfet, la communauté de communes a fusionné le 1er janvier 2017 avec la communauté de communes du Pays d'Éguzon - Val de Creuse, et former ainsi une intercommunalité rassemblant vingt-et-une communes et 20.000 habitants. C'est la seconde intercommunalité de l'Indre du département, après la communauté d'agglomération Châteauroux Métropole et à égalité avec la communauté de communes du Pays d'Issoudun,, malgré l'opposition du pays d'Éguzon - Val de Creuse.

## Territoire communautaire

### Géographie
La communauté de communes se trouvait dans le centre du département et disposait d'une superficie de 298,36 km2.
Elle s'étendait sur 12 communes du canton d'Argenton-sur-Creuse et une du canton de Saint-Gaultier.

### Composition
Les communes de la CDC étaient : Argenton-sur-Creuse (siège), Bouesse, Celon, Chasseneuil, Chavin, Le Menoux, Mosnay, Le Pêchereau, Le Pont-Chrétien-Chabenet, Saint-Gaultier, Saint-Marcel, Tendu et Velles.

### Démographie
| 1993   | 1999   | 2006   | 2012   | 2014   | 2016   |
| ------ | ------ | ------ | ------ | ------ | ------ |
| 15 443 | 15 327 | 15 703 | 15 536 | 16 033 | 15 949 |

## Organisation

### Siège
Le siège de la communauté de communes était à Argenton-sur-Creuse, 8 rue du gaz.

### Élus
La communauté de communes était administrée par son Conseil communautaire, composé, pour la mandature 2014-2020, de 28 conseillers municipaux désignés par chaque commune membre, et répartis sensiblement en raison de leur population à raison de : 

- 8 délégués pour Argenton ;

- 3 délégués pour Le Pêchereau, Saint-Gaultier et Saint-Marcel ;

- 2 délégués pour Le Pont-Chrétien et Velles ;

- 1 délégué et son suppléant pour Chasseneuil, Tendu, Mosnay, Le Menoux, Bouesse, Celon et Chavin.
Le conseil communautaire d'avril 2014 avait réélu son président, Vincent Millan, maire d'Argenton-sur-Creuse et désigné ses 6 vice-présidents, qui sont : 
1. Jean-Pierre Nandillon, 64 ans, retraité EDF-GDF, maire du Pêchereau ;
2. Chantal Cogne, 53 ans, responsable d'agence, maire de Bouesse ;
3. Paul Foulatier, 65 ans, retraité, maire de Velles ;
4. Valérie Pichard, 49 ans, maire de Mosnay ;
5. Claude Dauzier, 66 ans, maire de Chasseneuil ;
6. Jocelyne Giraud, 60 ans, professeur des écoles retraitée, adjointe au maire d'Argenton de 2001 à 2014 et première adjointe au maire du Pont-Chrétien en 2014[14].

Ensemble, ils formaient le bureau de l'intercommunalité pour la mandature 2014-2020.

### Liste des présidents
| Période          | Période          | Identité       | Étiquette | Qualité |
| ---------------- | ---------------- | -------------- | --------- | --- |
| 27 décembre 1993 | 29 juin 2012     | Michel Sapin   | PS        | Membre du gouvernement (1991 à 1993, 2000 à 2002 et 2012 à 2017) Député de l'Indre (1981 à 1986) Maire d'Argenton-sur-Creuse (1995 à 2001, 2002 à 2004 et 2007 à 2012) |
| 29 juin 2012,    | 31 décembre 2016 | Vincent Millan | PS        | Maire d'Argenton-sur-Creuse (2014,) |

### Compétences
L'intercommunalité exerçait les compétences qui lui ont été transférées par les communes membres, dans les conditions fixées par le code général des collectivités territoriales. Il s’agissait de : 
- l'aménagement de l'espace ;
- le développement et l'aménagement économique ;
- le développement et l'aménagement social et culturel ;
- l'environnement ;
- le logement et l'habitat ;
- la voirie.

### Régime fiscal et budget
La communauté de communes était un établissement public de coopération intercommunale à fiscalité propre.
Elle percevait la fiscalité professionnelle unique (FPU) qui a succédé à la taxe professionnelle unique (TPU) – et assure une péréquation de ressources entre les communes résidentielles et celles dotées de zones d'activité, ainsi que la redevance d'enlèvement des ordures ménagères (REOM).

## Projets et réalisations
Les grands projets de l'intercommunalité pour 2013 ont été l'aménagement de la voie verte (ou voie des Vallées), qui emprunte l'ancien tracé désaffecté de la voie ferrée Le Blanc – La Châtre,, et la restauration des vestiges d'Argentomagus.